# ساكن الحرج سينايثون
ساكن الحرج سينايثون (الاسم العلمي: Bebearia cinaethon)، نوع من الفراشات التي تتبع جنس ساكن الحرج وفصيلة الحورائيات. يوجد غينيا الاستوائية والغابون وجمهورية الكونغو وجمهورية الكونغو الديمقراطية.

## النويعات
- Bebearia cinaethon cinaethon (غينيا الاستوائية، الغابون، الكونغو، جمهورية الكونغو الديمقراطية: مايومبي)
- Bebearia cinaethon ikelemboides Hecq, 1989 (جمهورية الكونغو الديمقراطية: كينشاسا)